# Arrasando
Arrasando – siódmy studyjny album meksykańskiej piosenkarki Thalíi, wydany 25 kwietnia 2000 roku w Ameryce Północnej.

## Lista utworów
1. "Entre el Mar y una Estrella" (Marco Flores) – 3:44
2. "Regresa a Mí" (Thalía, Emilio Estefan Jr., Lawrence P. Dermer, Robin Dermer, Angie Chirino) – 4:28
3. "Reencarnación" (Thalía, Lawrence P. Dermer, Robi Rosa) – 5:03
4. "Arrasando" (Thalía, Emilio Estefan Jr., Lawrence P. Dermer, Robin Dermer) – 3:59
5. "No Hay que Llorar" (Thalía, Lawrence P. Dermer) – 3:39
6. "Quiero Amarte" (Thalía, Lawrence P. Dermer, Robin Dermer) – 3:30
7. "Suerte en Mí" (Thalía, Emilio Estefan Jr., Lawrence P. Dermer) – [**] 4:15
8. "Menta y Canela" (Thalía, Dámaso Pérez Prado) – 3:47
9. "Tumba la Casa" (Thalía, Lawrence P. Dermer, Norbeto Cotto, Luis Tineo) – 4:26
10. "Pata Pata" (Jerry Racovo, Miriam Makeba, Edgardo Franco) – 4:39
11. "Siempre hay Cariño" (Emilio Estefan Jr., Robert Blades, Angie Chirino) – 3:10
12. "Rosalinda" (Kike Santander) – 3:52

## Twórcy
- Thalía – śpiew, producent wykonawczy, kierownictwo artystyczne
- Lawrence Dermer – aranżacje, instrumenty klawiszowe, programowanie, chórki, produkcja
- Carol Cole – skrzypce
- Ed Calle – saksofon
- David Cole – wiolonczela
- Sal Cuevas – gitara basowa
- Charles Dye – inżynieria dźwięku
- Jorge Gonzalez – asystent inżyniera dźwięku
- Manny Lopez – gitara
- Bob Ludwig – mastering
- Archie Pena – instrumenty perkusyjne
- Willy Perez-Feria – chórki
- Robert Rozek – skrzypce
- Eric Schilling – inżynieria dźwięku
- Ralph Stemmann – aranżacje
- Dana Teboe – puzon
- Tom Timko – saksofon
- Marcelo Anez – inżynieria dźwięku
- Sebastian Krys – miksowanie
- Daniel Lopez – instrumenty perkusyjne
- Roberto Blades – aranżacje
- Kevin Dillon – koordynacja
- Joel Numa – inżynieria dźwięku
- Freddy Piñero Jr. – aranżacje, programowanie, inżynieria dźwięku
- Ron Taylor – inżynier dźwięku
- Rob Williams – inżynier dźwięku
- John DiPuccio – skrzypce
- J.C. Ulloa – inżynier dźwięku
- Javier Garza – miksowanie
- Marco Flores – aranżacje, chórki, produkcja
- Gustavo Celis – inżynieria dźwięku
- Angie Chirino – chórki
- Gustavo Correa – skrzypce
- Mei Mei Luo – skrzypce
- Steve Menezes – inżynier dźwięku
- Chris Wiggins – asystent inżyniera dźwięku
- Mike Rivera – asystent inżyniera dźwięku
- Susan Moyer – wiolonczela
- Joan Faigen – skrzypce
- José Antonio Molina – aranżacje, orkiestracje
- Alfred Figueroa – asystent inżyniera dźwięku
- Mariusz Wojtowica – skrzypce
- Gustavo Bonnet – asystent inżyniera dźwięku
- Jennifer Karr – chórki
- Tony Mardini – asystent inżyniera dźwięku
- Herman "Teddy" Mulet – puzon, trąbka, aranżacje
- Ed Williams – asystent inżyniera dźwięku
- Gennady Aronin – skrzypce
- Claudio Jaffe – wiolonczela
- Ricky Blanco – asystent inżyniera dźwięku
- Lena Pérez – chórki
- Rachel Perry – chórki
- Joel Someillan – gitara, inżynieria dźwięku
- Ken Theis – asystent inżyniera dźwięku
- Joe Sánchez – asystent inżyniera dźwięku
- Ross Harbaugh – wiolonczela
- Fabian Marasciullo – asystent inżyniera dźwięku
- Gary Miller – skrzypce
- Steve Svensson – altówka
- Sania Derevianko – skrzypce
- Leonid Sigal – skrzypce
- Daniel Betancourt – programowanie
- Kenny Anderson – saksofon
- Tina Marie – skrzypce